# Joël Arseneau
Pour les articles homonymes, voir Arseneau.
Joël Arseneau, né le 25 mars 1965 à Havre-aux-Maisons, est un enseignant, journaliste et homme politique québécois.
Il est député des Îles-de-la-Madeleine à l'Assemblée nationale du Québec pour le Parti québécois depuis les élections générales d'octobre 2018.

## Biographie
Né le 25 mars 1965 à Havre-aux-Maisons, il étudie à deux ans au Cégep de Sainte-Foy et obtient un baccalauréat (1988) puis une maîtrise (1997) en communication à l'UQAM. Il devient ensuite enseignant et journaliste, notamment au Radar,.
Adepte de voyages et parlant plusieurs langues, il est pendant un moment assistant à l’enseignement en anglais, à la commission scolaire d’Hokkaido, au Japon.
Il est marié père de trois enfants.

## Carrière politique
En 2005, il est élu maire de la municipalité Les Îles-de-la-Madeleine, il est réélu sans opposition en 2009. Durant ses deux mandats comme maire, il occupa diverses postes à l'échelle locale, régionale et nationale. Il est notamment membre du conseil d'administration de la Fédération québécoise des municipalités ainsi que de la Fédération canadienne des municipalités. Il est battu en 2013 après des accusations de vol et de fraude, dont il est acquitté, tout en étant déclaré inhabile à exercer la fonction de membre d'un conseil municipal jusqu'en 2020 par la Cour supérieure du Québec.
En mai 2018, il annonce sa volonté de briguer le poste de député pour le Parti québécois dans la circonscription des Îles-de-la-Madeleine à l'occasion des Élections générales québécoises de 2018. Le soir du 1er octobre, il est élu avec 18 voix d'avance sur son adversaire libéral, réalisant le seul gain du Parti québécois dans un contexte de défaite historique. Son élection est confirmée le 9 octobre, après dépouillement judiciaire ayant réduit son avance à 15 voix.
Lors de son mandat comme premier mandat comme député, il occupe plusieurs fonctions importantes du caucus, notamment comme porte-parole du Parti québécois en matière de santé durant la pandémie de Covid-19 au Québec. Lors de la course à la chefferie du Parti québécois de 2020, il appuya son collègue député Sylvain Gaudreault. À l'occasion de la rentrée parlementaire de l'automne 2021, le chef du Parti québécois, Paul St-Pierre Plamondon, qui n'est pas député, le nomme chef parlementaire de sa formation politique.
À la suite de la campagne électorale de 2022, Joël Arseneau remporte l'élection et augmente sa majorité face au candidat de la Coalition avenir Québec et maire de Les Îles-de-la-Madeleine Jonathan Lapierre, ce même candidat qui avait battu Joël Arseneau lors de l'élection à la mairie en 2013. La campagne locale est marquée par un ton difficile entre les deux principaux candidats et le passage de l'ouragan Fiona.

## Résultats électoraux

### Provincial
|                                                                                              | Nom                     | Parti            | Nombre de voix | %      | Maj. |
| -------------------------------------------------------------------------------------------- | ----------------------- | ---------------- | -------------- | ------ | ---- |
|                                                                                              | Joël Arseneau (sortant) | Parti québécois  | 3 877          | 46,4 % | 539  |
|                                                                                              | Jonathan Lapierre       | Coalition avenir | 3 338          | 39,9 % | -    |
|                                                                                              | Gil Thériault           | Libéral          | 606            | 7,2 %  | -    |
|                                                                                              | Jean-Philippe Déraspe   | Québec solidaire | 450            | 5,4 %  | -    |
|                                                                                              | Evan Leblanc            | Conservateur     | 93             | 1,1 %  | -    |
| Total                                                                                        | Total                   | Total            | 8 364          | 100 %  |      |
| Le taux de participation lors de l'élection était de 75,7 % et 88 bulletins ont été rejetés. |                         |                  |                |        |      |

|                                                                                               | Nom                   | Parti            | Nombre de voix | %      | Maj. |
| --------------------------------------------------------------------------------------------- | --------------------- | ---------------- | -------------- | ------ | ---- |
|                                                                                               | Joël Arseneau         | Parti québécois  | 2 955          | 38,7 % | 15   |
|                                                                                               | Maryse Lapierre       | Libéral          | 2 940          | 38,5 % | -    |
|                                                                                               | Robert Boudreau-Welsh | Québec solidaire | 1 036          | 13,6 % | -    |
|                                                                                               | Yves Renaud           | Coalition avenir | 714            | 9,3 %  | -    |
| Total                                                                                         | Total                 | Total            | 7 645          | 100 %  |      |
| Le taux de participation lors de l'élection était de 72,7 % et 151 bulletins ont été rejetés. |                       |                  |                |        |      |

### Municipal
| Les Îles-de-la-Madeleine 2013  | Vote  | %     |
| ------------------------------ | ----- | ----- |
| Jonathan Lapierre              | 3 405 | 48,30 |
| Joël Arseneau (sortant)        | 2 032 | 28,82 |
| Nicolas Arseneau               | 1 425 | 20,21 |
| Léonard Chevrier               | 135   | 1,91  |
| Yvon Cyr                       | 53    | 0,75  |
| Taux de participation : 67,2 % |       |       |

| Les Îles-de-la-Madeleine 2009 | Vote            | %               |
| ----------------------------- | --------------- | --------------- |
| Joël Arseneau (sortant)       | Sans opposition | Sans opposition |

| Les Îles-de-la-Madeleine 2005        | Vote  | %     |
| ------------------------------------ | ----- | ----- |
| Joel Arseneau                        | 3 235 | 53,04 |
| Claude Vigneau (sortant)             | 2 864 | 46,96 |
| Nombre d'électeurs inscrits : 10 109 |       |       |